# Luigi Lambertini
Luigi Lambertini (Nizza, 1932) è un giornalista, scrittore, commediografo, collezionista e critico d'arte italiano.

## Biografia
Luigi Lambertini nasce a Nizza, dove il padre era impegnato nell'attività di gestione di grandi alberghi dopo aver lavorato a Londra, Parigi e Berlino. Di madre francese, cresce in un ambiente plurilingue, arrivando presto a padroneggiare il tedesco e il francese oltre all'italiano.
Con l'avvento della Seconda Guerra Mondiale il padre decide di cambiare attività, entrando come socio in uno stabilimento per la produzione di apparecchiature elettriche. Luigi Lambertini, conseguita nel frattempo una laurea in legge, però, non è attratto né dall'attività di avvocato, né di imprenditore. Si interessa quindi alla letteratura, all'arte, al teatro al cinema, alla musica, visitando mostre e musei, frequentando lezioni di storia dell'arte, biblioteche, circoli, ovunque si tenessero conferenze e dibattiti riguardati le più svariate forme di produzione artistica.
Sono di questo periodo (1954) le pubblicazioni dei primi articoli su Carlino Sera e Nazione Sera, cui seguiranno in breve altre collaborazioni con i quotidiani la Gazzetta di Parma, L'Avvenire d'Italia, Il Gazzettino, L'Unione Sarda, Kleine Zeitung e riviste (Le Arti, NAC e Arte In). Dal 1974 al 1989 scriverà per Il Giornale e dal 1989 al 2006 per il Corriere della Sera.
Alle introduzioni dei cataloghi generali di Victor Pasmore (1981) e di Nino Di Salvatore (1992) si aggiungono varie monografie, saggi, organizzazione di mostre e partecipazioni a commissioni d'invito italiane ed estere.
Lambertini, che nel 1958 aveva messo in scena al Teatro Minimo di Bologna il suo atto unico Echi nel sole, avente come tema l'incomunicabilità, darà inizio all'attività letteraria propriamente detta nel 1998. 
Nel 1966 viene assunto alla Sede Rai di Trento come radiocronista, attività alla quale affianca quella di organizzatore di rassegne e mostre d'arte.
Nel 1971 si trasferisce a Roma dove lavora ai Servizi Culturali del Giornale Radio Rai, per passare in seguito a Rai Radio Uno come capostruttura fino al 1994.

## Donazioni
Nel 2006 lascia l'intera collezione di sculture al MUSMA di Matera e nel 2023 dona i dipinti e le opere su carta alla Biblioteca Civica di Rovereto.

## Opere
- Un aquilone, perché?, romanzo, con illustrazioni di Riccardo Licata, Centro Internazionale della Grafica, Venezia, 2015. Prima edizione 1998.
- Cartacarbone, racconti, ed. La Cometa, Roma, 2005
- Tempi in controluce, Valentina Trentini Artmedia, Trento, 2009
- Gola di pietra, Edizioni Reverdito, Trento, 2012
- La commedia dei Furbi, Edizioni della Cometa, Roma, 2015.
- Parole per Giulia, edizione privata, 2000